# Joe Lewis (futbolista)
Joseph Peter Lewis (Bury St Edmunds, Suffolk, Inglaterra; 6 de octubre de 1987) es un futbolista inglés. Juega de portero.

## Clubes
| Club                        | País       | Año       |
| --------------------------- | ---------- | --------- |
| Norwich City                | Inglaterra | 2003-2008 |
| Stockport County (Préstamo) | Inglaterra | 2007      |
| Morecambe (Préstamo)        | Inglaterra | 2007      |
| Peterborough United         | Inglaterra | 2008-2012 |
| Cardiff City                | Gales      | 2012-2016 |
| Blackpool (Préstamo)        | Inglaterra | 2014-2015 |
| Fulham (Préstamo)           | Inglaterra | 2015-2016 |
| Aberdeen                    | Escocia    | 2016-2023 |